# جایزه داستان کوتاه کامن‌ولث
جایزه داستان کوتاه کامن‌ولث یک جایزه ادبی است که هر سال توسط بنیاد کامن‌ولث به نویسندگانی از کشورهای عضو اتحادیه کشورهای همسود داده می‌شود.باشگاه کامن ولث کالیفرنیا (Commonwealth Writers award) ، تشکیلاتی غیردولتی و آموزشی است که در شمال کالیفرنیا پایه گذاری شده است. این باشگاه، برگزارکننده ی مراسم اهدای جایزه ی کتاب کالیفرنیا است که در سال 1931 بنیان نهاده شده است. مدال هایی (طلا و نقره) در بخش های داستانی، غیرداستانی، شعر، اولین اثر داستانی، کالیفرنیانا (عناوین مربوط به کالیفرنیا)، ادبیات خردسال ( برای کودکان تا سن 10سال)، ادبیات نوجوان (برای افراد 11 تا 16ساله) و همکاری شایان ذکر در نشر به برندگان اهدا می شود.حایزه ی برنده 5000 یورو است.